# Suomen Olympiakomitea
Das Suomen Olympiakomitea (finnisch) oder Finlands Olympiska Kommitté (schwedisch), abgekürzt SOK, ist das Nationale Olympische Komitee von Finnland und verantwortlich für die Repräsentation und Interessensvertretung des Landes beim IOC. Das Komitee ist eine gemeinnützige Organisation. Zu seinen Aufgaben zählt unter anderem das Aufbringen von Geldern, die das Entsenden finnischer Sportler zu den Olympischen Spielen ermöglichen.
Das Komitee wurde am 2. Dezember 1907 in Helsinki gegründet und noch im selben Jahr bei der neunten IOC-Session in Den Haag in den Niederlanden als Mitglied des IOC akzeptiert. Erster Präsident wurde Reinhold Felix von Willebrand, der das Amt von 1907 bis 1919 innehatte. Seit 2004 ist Roger Talermo Präsident des Komitees. Generalsekretär ist Jouko Purontakanen.

## Mitgliedsverbände
Das Olympische Komitee hat 90 Mitgliedsverbände.
- AKK-Motorsport
- Finlands Svenska Idrott
- Kansainvälinen Voimalajiliitto
- Opiskelijoiden liikuntaliitto
- Reserviläisurheiluliitto
- Soveltava Liikunta SoveLi
- Sukeltajaliitto
- Suomen Agilityliitto
- Suomen Aikidoliitto
- Suomen Aikuisurheiluliitto
- Suomen Amerikkalaisen Jalkapallon Liitto
- Suomen Ampumahiihtoliitto
- Suomen Ampumaurheiluliitto
- Suomen Baseball- ja Softball-liitto
- Suomen Biljardiliitto
- Suomen brasilialaisen jujutsun liitto
- Suomen Bridgeliitto
- Suomen Cheerleadingliitto
- Suomen Curlingliitto
- Suomen Dartsliitto
- Suomen elektronisen urheilun liitto, SEUL
- Suomen Fitnessurheilu
- Suomen Frisbeegolfliitto
- Suomen Golfliitto
- Suomen Hippos
- Suomen Hiihtoliitto
- Suomen Hockeyliitto
- Suomen Ilmailuliitto
- Suomen ITF Taekwon-Do
- Suomen Jousiampujain liitto
- Suomen judoliitto
- Suomen Jääkiekkoliitto
- Suomen Jääpalloliitto
- Suomen Karateliitto
- Suomen Kaukalopalloliitto
- Suomen Keilailuliitto
- Suomen Kiipeilyliitto
- Suomen Koripalloliitto
- Suomen Krikettiliitto
- Suomen Kyykkäliitto
- Suomen Käsipalloliitto
- Suomen Lentopalloliitto
- Suomen Liitokiekkoliitto
- Suomen Luisteluliitto
- Suomen Lumilautaliitto
- Suomen Melonta- ja Soutuliitto
- Suomen Miekkailu- ja 5-otteluliitto
- Suomen Monikulttuurinen Liikuntaliitto FIMU
- Suomen Moottoriliitto
- Suomen Muaythai-liitto
- Suomen NMKY:n Urheiluliitto
- Suomen Nyrkkeilyliitto
- Suomen Padelliitto
- Suomen Painiliitto
- Suomen Painonnostoliitto SPNL
- Suomen Palloliitto
- Suomen Paralympiakomitea
- Suomen Parkour
- Suomen Pesäpalloliitto
- Suomen Pétanque-Liitto
- Suomen Potkunyrkkeilyliitto
- Suomen Purjehdus ja Veneily
- Suomen Pyöräily
- Suomen Pöytätennisliitto
- Suomen Ratsastajainliitto
- Suomen Ringetteliitto
- Suomen Rugbyliitto
- Suomen Rullalautaliitto
- Suomen Salibandyliitto
- Suomen Shakkiliitto
- Suomen Sotilasurheiluliitto
- Suomen Squashliitto
- Suomen Sulkapalloliitto
- Suomen Suunnistusliitto
- Suomen Taekwondoliitto
- Suomen Taitoluisteluliitto
- Suomen Tanssiurheiluliitto
- Suomen Tennisliitto
- Suomen Tikkaurheiluliitto STURL
- Suomen Triathlonliitto
- Suomen Työväen Urheiluliitto
- Suomen Uimaliitto
- Suomen Urheiluliitto
- Suomen Valjakkourheilijoiden liitto
- Suomen Valmentajat
- Suomen Valtakunnan Urheiluliitto
- Suomen Vapaaotteluliitto
- Suomen Vesihiihtourheilu
- Suomen Voimisteluliitto
- Suomen Voimanostoliitto

## Präsidenten des SOK
- Reinhold Felix von Willebrand (1907–1919)
- Ernst Edvard Krogius (1919–1929)
- Kustaa Emil Levälahti (1929–1937)
- Urho Kaleva Kekkonen (1937–1946)
- Uuno Wilhelm Lehtinen (1946–1951)
- Väinö Adolf Mathias Karikoski (1951–1956)
- Yrjö Armas Valkama (1956–1961)
- Johan Wilhelm Rangell (1961–1963)
- Akseli Kaskela (1963–1969)
- Juhani Ahti Uunila (1969–1984)
- Carl-Olaf Homén (1984–1988)
- Tapani Ilkka (1988–2004)
- Roger Talermo (2004–2012)
- Risto Nieminen (2012–2016)
- Timo Ritakallio (seit 2016)